# (2807) Karl Marx
(2807) Karl Marx est un astéroïde de la ceinture principale.

## Description
(2807) Karl Marx est un astéroïde de la ceinture principale. Il fut découvert par Lioudmila Tchernykh le 15 octobre 1969 à Nauchnyj. Il présente une orbite caractérisée par un demi-grand axe de 2,7962 UA, une excentricité de 0,1798 et une inclinaison de 7,8774° par rapport à l'écliptique.
Il fut nommé en hommage à Karl Marx, historien, journaliste, philosophe, économiste, sociologue, essayiste, théoricien de la révolution, socialiste et communiste allemand.

## Compléments